# Sverigetopplistan
Sverigetopplistan, dříve znám jako Topplistan (1975–1997) a Hitlistan (1998–2007), je od října 2007 švédská celostátní hitparáda, založená na prodejnosti podle informací Grammofonleverantörernas förening. Od konce roku 2006 hitparáda poskytuje legální stahování hudby.

## Rozhlas
V letech 1976–2006 byla hitparáda prodejnosti vysílána na stanici Sveriges Radio P3. Od roku 2007 stanice P3 poskytuje jen informace o prodejnosti pro digitální stahování (Digilistan), sledované informačním systémem Nielsen SoundScan.